# Возарци
Возарци (на македонска литературна норма: Возарци) е село в Северна Македония, в Община Кавадарци.

## География
Селото е разположено в областта Тиквеш на около 8 км северно от общинския център Кавадарци, на десния бряг на река Църна. През селото преминава пътя свързващ градовете Кавадарци и Прилеп. До селото се намира язовирната стена на язовира Тиквешко езеро. Църквата в селото е „Света Богородица“.

## История
Селото се споменава под името Возарце в грамота на Иван и Константин Драгаш, датирана около 1378 година.
В XIX век Возарци е българско селце в Тиквешка кааза на Османската империя. Според статистиката на Васил Кънчов („Македония. Етнография и статистика“) от 1900 г. Возарци е има 195 жители всички българи, от които 200 християни и 84 мохамедани.
Цялото селото е под върховенството на Българската екзархия. По данни на секретаря на екзархията Димитър Мишев („La Macédoine et sa Population Chrétienne“) в 1905 година във Возарци (Vozartzi) има 136 българи екзархисти.
Според преброяването от 2002 година селото има 910 жители, самоопределили се както следва:
| Националност | Всичко |
| македонци    | 904    |
| албанци      | 0      |
| турци        | 0      |
| роми         | 0      |
| власи        | 0      |
| сърби        | 5      |
| бошняци      | 0      |
| други        | 1      |

## Икономика
Населението се занимава със земеделие и с особено силно застъпеното в Тиквешията лозарство. В селото има магазини и питейни заведения. В близост на Возарци се намира фабриката за фероникел „Фени индустри“ (Feni industry). Основана е през 1990 г. и днес е най-големиият производител на паважни елементи и мозаечни плочки (Mozaik Stone) в Република Македония.

## Обществени институции
Във Возарци работи основно училище „Страшо Пинджур“. Има една източноправославна църква „Света Богородица“.

## Спорт
Селото е популярно с професионалния си баскетболен отбор „Фени индустри“, носещ името на спонсора си близката фабрика. Возарският баскетболен клуб е създаден през 2005 г., но още първият сезон в който играе достига финал за купата на Република Македония, а през следващия сезон 2006/2007 играе вече в първа македонска баскетболна лига. Отборът на Возарци се приема за наследник на добрия баскетболен отбор „Тиквеш“ от Кавадарци, може би и поради факта, че играе срещите си в Кавадарци.
Селото също има и аматьорски футболен отбор на име „Църна река“.